# Високий суд Ірландії
Високий суд (ірл. An Ard-Chúirt) Ірландії — суд в Ірландії, який розглядає у першій інстанції найсерйозніші та найважливіші цивільні та кримінальні справи. Засідаючи як кримінальний суд, він називається Центральним кримінальним судом і збирається у складі судді та присяжних. Він також діє як апеляційний суд у цивільних справах окружних судів (англ. Circuit Court) — судів проміжного рівня місцевої та обмеженої юрисдикції, які розглядають як цивільні, так і кримінальні справи. Високий суд також має повноваження визначати, чи є закон конституційним, і здійснювати судовий нагляд за законами уряду та інших державних органів.

## Історія
Нинішній Високий суд — четвертий суд в Ірландії, який має таку назву. Перший Високий суд — Високий суд справедливості в Ірландії — створено ірландським Законом про Верховний суд 1877 року.
Після заснування Ірландської вільної держави Законом про суди 1924 року започатковано нову судову систему. Високий суд справедливості був єдиним судом з епохи до здобуття незалежності, який зберіг свою назву (і, по суті, ту саму юрисдикцію). Однак поділ на традиційні 4 підрозділи (Суд королівської лави, Канцлерський суд, Суд скарбниці і Суд звичайних цивільних справ) було повністю скасовано, і тепер будь-який суддя Високого суду міг розглядати будь-який позов як за загальним правом, так і за правом справедливості. Було засновано нову посаду голови Високого суду, оскільки попередні судові посади (лорд головний суддя Ірландії, віцеканцлер і начальник судових архівів в Ірландії) згідно з цим Законом скасували. Більшість наявних на той момент суддів відправили у відставку, призначивши нових суддів.

## Опис
Високий суд засновано статтею 34 Конституції Ірландії, яка надає суду «повну первинну юрисдикцію та повноваження вирішувати всі справи та питання, чи то юридичні чи фактичні, чи то цивільні чи кримінальні», а також спроможність визначати «чинність будь-якого закону з урахуванням положень цієї Конституції». Суддів призначає Президент, як того вимагає стаття 35. Однак, як і майже в усіх конституційних повноваженнях Президента, ці призначення здійснюються «за порадою уряду». На практиці це означає, що суддів призначає уряд і автоматично затверджує Президент.
Високий суд складається з голови, 42 звичайних суддів і додаткових суддів, які за посадою є головним суддею, головою Апеляційного суду Ірландії, головою окружного суду та колишніми головними суддями і головами судів, які залишаються суддями.
Справи звичайно розглядає один суддя, але голова Високого суду може розпорядитися, щоб конкретну справу розглядали три судді, які засідають разом — так звана «присутність відділення суду» (англ. divisional court).
Зазвичай суд слухає справи в будівлі чотирьох судів, що в Дубліні, хоча він також проводить регулярні засідання за межами столиці.